# 奥利弗·伍德
奥利弗·伍德（英語：Oliver Wood，1995年11月26日—），英国自行车运动员，2019年世界场地锦标赛男子团体追逐赛银牌得主、2021年世界场地锦标赛男子团体追逐赛铜牌得主、2022年世界场地锦标赛男子团体追逐赛金牌得主和男子麦迪逊赛银牌得主。